# Georg von Voss
Georg von Voss (Voß) (ur. 18 września?/30 września 1872 w Sankt Petersburgu, zm. 1964) – niemiecki lekarz psychiatra.
Uczył się w prywatnym gimnazjum w Dorpacie, następnie studiował medycynę na Uniwersytecie w Dorpacie od 1890 do 1896 roku, dyplom lekarski otrzymał w 1897 roku. W latach 1897–1905 uzupełniał studia w Lipsku (u Möbiusa), Heidelbergu (u Kraepelina), Berlinie, Paryżu i Sankt Petersburgu. Brał udział w wojnie rosyjsko-japońskiej jako lekarz wojskowy w Harbinie i Czelabińsku. Od 1906 do 1910 był ordynatorem w klinice psychiatryczno-neurologicznej Uniwersytetu w Greifswaldzie. W 1907 roku habilitował się. W 1923 został profesorem nadzwyczajnym Uniwersytetu w Düsseldorfie.
W 1898 roku ożenił się z Hedwig von Peltzer, mieli pięcioro dzieci.

## Wybrane prace
- Anatomische und experimentelle Untersuchungen über die Rückenmarksveränderungen bei Anämie. Deutsches Archiv für klinische Medizin 58, ss. 489–522, 1897
- Über die Schwankungen der geistigen Arbeitsleistung. Heidelberg, 1898
- Erlebnisse und Gedanken eines russischen Militärarztes, 1904-1905. Leipzig: Schlemminger, 1905
- Klinische Beiträge zur Lehre von der Hysterie, nach Beobachtungen aus dem Nordwesten Russlands. Jena: Fischer, 1909
- Der Hypnotismus, sein Wesen, seine Handhabung und Bedeutung für den praktischen Arzt. Halle a. S.: Marhold, 1907